# Duszniki (gmina)
Pour les articles homonymes, voir Duszniki.
Duszniki est une gmina rurale du powiat de Szamotuły, Grande-Pologne, dans le centre-ouest de la Pologne. Son siège est le village de Duszniki, qui se situe environ 21 km au sud-ouest de Szamotuły et 36 km à l'ouest de la capitale régionale Poznań.
La gmina couvre une superficie de 156,28 km2 pour une population de 8 517 habitants.

## Géographie

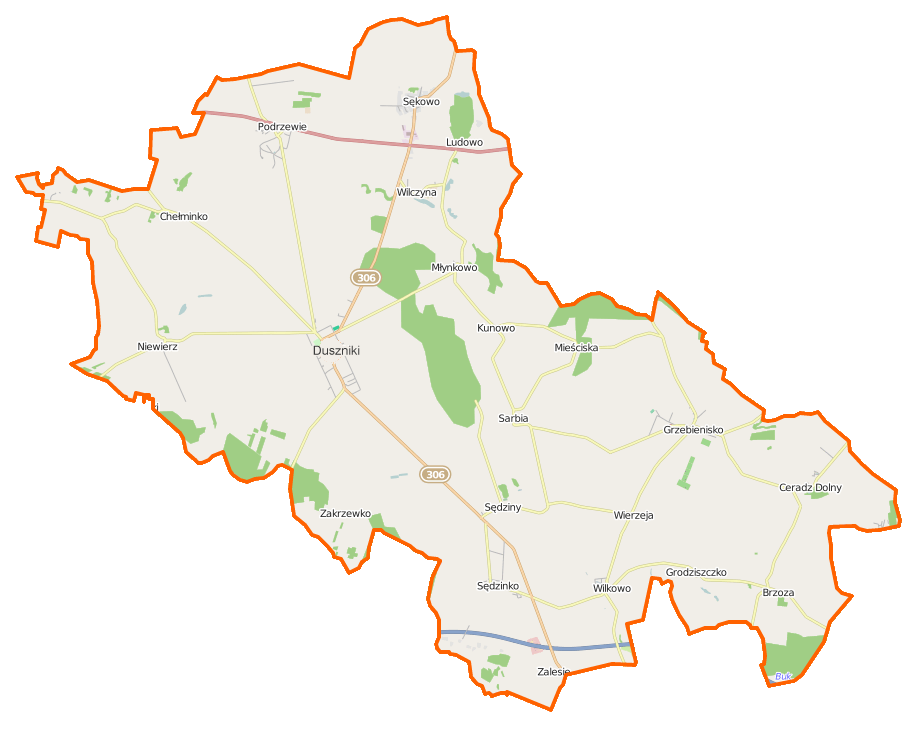
Plan de la gmina.

Outre le village de Duszniki, la gmina inclut les villages de:
- Brzoza
- Ceradz Dolny
- Chełminko
- Grodziszczko
- Grzebienisko
- Kunowo
- Mieściska
- Młynkowo
- Niewierz
- Podrzewie
- Sarbia
- Sędzinko
- Sędziny
- Sękowo
- Wierzeja
- Wilczyna
- Wilkowo
- Zakrzewko
- Zalesie

### Gminy voisines
La gmina de Duszniki est bordée des gminy de:
- Buk
- Kaźmierz
- Kuślin
- Lwówek
- Opalenica
- Pniewy
- Tarnowo Podgórne

## Structure du terrain
D'après les données de 2002, la superficie de la commune de Duszniki est de 156,28 km2, répartis comme tel :
- terres agricoles : 85 %
- forêts : 6 %

La commune représente 13,96 % de la superficie du powiat.

## Démographie
Données du 31 décembre 2011 :
| description        | Total  | Total | Femmes | Femmes | Hommes | Hommes |
| ------------------ | ------ | ----- | ------ | ------ | ------ | ------ |
| Unité              | Nombre | %     | Nombre | %      | Nombre | %      |
| population         | 8 517  | 100   | 4 260  | 50     | 4 257  | 50     |
| Densité (hab./km2) | 54,5   | 54,5  | 27,26  | 27,26  | 27,24  | 27,24  |